# بازی‌های تایلتئان (باستان)
بازی‌های تایلتئان، فستیوال تالتی، شب تایلتئان یا مجلس تالتی، بازی‌هایی مرتبط با تاریخ نیمه افسانه‌ای ایرلند پیش از مسیحیت بودند.
مجموعه ای از عملیات خاکی باستانی مربوط به عصر آهن در منطقه تل‌تاون وجود دارد که نشان می‌دهد چنین مراسمی از نظر تاریخی، از قرون وسطی تا دوران مدرن جشن گرفته می‌شد.

## تاریخ و باستان‌شناسی
طبق گزارش کتاب لبور گابالا ارن، این بازی‌ها توسط لوغ لامهفهادا، استاد صنعتگر یا حکیم علوم، به عنوان یک مراسم عزاداری در سوگ مرگ مادر رضاعی او، که تایلتیو نام داشت، برگزار شد. لوگ، تایلتیو را در زیر تپه‌ای در منطقه‌ای که به نام او بود و بعداً به تایلتئان تغییر یافت، در شهرستان میث امروزی، دفن کرد.
این رویداد در دو هفته آخر ماه ژوئیه برگزار می‌شد و با جشن لغناساد یا شب لاماس (۱ اوت) به نقطهٔ اوج خود می‌رسید. فولکلور مدرن ادعا می‌کند که بازی‌های تایلتئان در حدود سال ۱۶۰۰ قبل از میلاد آغاز شده است و برخی منابع ادعا می‌کنند که به سال ۱۸۲۹ قبل از میلاد می‌رسد. نوشته‌های تبلیغاتی برای احیای بازی‌های انجمن ورزشی گالیک در سال ۱۹۲۴ ادعا می‌کرد که تاریخ پایه‌گذاری این بازی‌ها به سال ۶۳۲ قبل از میلاد می‌رسد. این بازی‌ها از قرن‌های ششم و نهم پس از میلاد شناخته شده هستند. این بازی‌ها تا سال ۱۱۶۹–۱۱۷۱ بعد از میلاد هم برگزار می‌شد که پس از حمله نورمن‌ها از بین رفت.
این مراسم باستانی سه کارکرد داشت: احترام به مردگان، اعلام قوانین، و بازی‌های خاک‌سپاری و جشن‌های سرگرمی. اولین کارکرد بسته به اهمیت فرد متوفی بین یک تا سه روز طول می‌کشید. میهمانان سرودهای عزاداری به نام گوبا می‌خواندند، پس از آن دروئیدها به بداهه سپوگز، مرثیه‌هایی به یاد مردگان، می‌سرودند. پس از آن مرده‌ها را بر روی تل آتش می‌سوزاندند. طی کارکرد دوم، یک آتش‌بس همگانی توسط اولام اِرن اعلان می‌شد و قوانین از طریق باردها و دروئیدها به گوش مردم می‌رسید و با برافروختن آتشی عظیم دیگر، مراسم به اوج خود می‌رسید. سپس بنا بر رسم شادی پس از خاک‌سپاری، بازی‌هایی برای سنجش توانایی ذهنی و جسمی شرکت‌کنندگان، انجام می‌شد.
بازی‌ها شامل پرش طول، پرش ارتفاع، دویدن، هورلینگ، پرتاب نیزه، بوکس، مسابقات شمشیربازی، تیر و کمان، کشتی، شنا و گردونه سواری و اسب دوانی بود. همچنین شامل مسابقات استراتژی، آواز، رقص و قصه گویی، همراه با رقابت در صنایع دستی برای زرگرها، جواهرسازان، بافندگان و زره پوشان می‌شد. در کنار تضمین شایسته‌سالاری، این بازی‌ها شامل ازدواج دسته‌جمعی نیز می‌شد که در آن زوج‌ها برای اولین بار ملاقات می‌کردند و پس از ازدواج، تا یک سال و یک روز به آنها فرصت داده می‌شد تا در تپه‌های جدایی طلاق بگیرند.
در قرون وسطای متأخر، این بازی‌ها احیا شدند و به نام «جشن تایلتن» (Tailten Fair) شامل مسابقات قدرت و مهارت، مسابقات اسب‌سواری، جشن‌های مذهبی و رسم سنتی برای ازدواج آزمایشی زوج‌ها بودند. «ازدواج تایلتن» تا قرن سیزدهم میلادی همچنان قانونی بود. این عمل ازدواج آزمایشی در جلدهای چهارم و پنجم متون قانون برهون، که مجموعه‌ای از نظرات و قضاوت‌های طبقه دروئیدهای برهون (در این مورد، ایرلندی) است، مستند شده است. متون به‌طور کلی با جزئیات فراوان برای سلت‌های جزیره موشکافی شده‌اند.

## احیاء و میراث مدرن

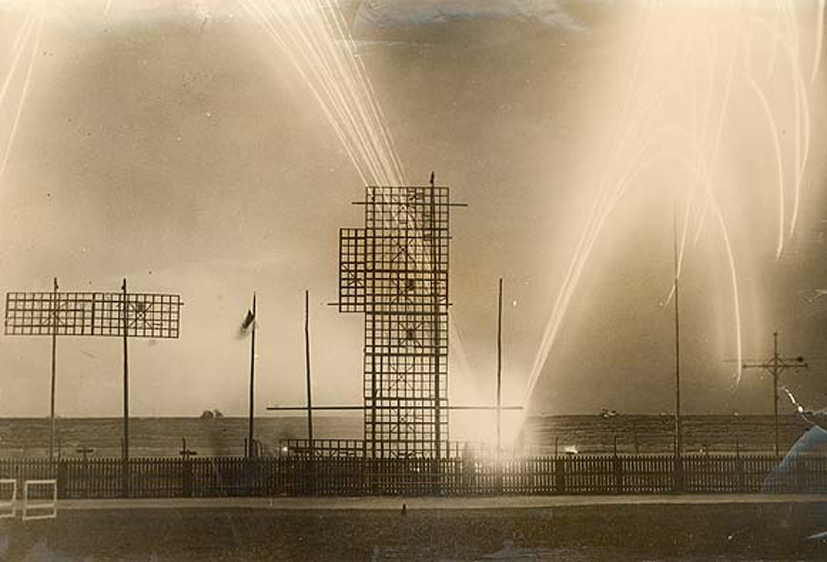
آتش بازی در اولین بازی‌ها، ۱۵ اوت ۱۹۲۴

از اواخر قرن نوزدهم میلادی، انجمن ورزشکاران گالیک (GAA) و سایرین برای احیای فرهنگ گالیکی به فکر احیای بازی‌های تایلتئان افتادند. مسابقات قهرمانی فوتبال و پرتاب گالیک در سال ۱۸۸۸ میلادی، به دلیل تهاجم و حمله آمریکا ناتمام ماند و تلاش برای جمع‌آوری بودجه احیای آن ناموفق باقی ماند.
دومین مجلس ملی ایرلند (دایل) در سال ۱۹۲۲ میلادی طرحی را تصویب کرد، و پس از تأخیر ناشی از جنگ داخلی ایرلند، اولین دورهٔ مسابقات در سال ۱۹۲۴ میلادی، بر اساس آن طرح برگزار شد. در اولین بازی‌ها، در سال‌های ۱۹۲۴ و ۱۹۲۸، حضور افراد خارجی با میراث ایرلندی مجاز بود و اینچنین شرکت‌کنندگان تازه‌ای از المپیک پاریس و آمستردام به مسابقات جذب شدند. حامی اصلی بازی‌ها، وزیر جی جی والش، زمانی که فیانا فایل پس از انتخابات ۱۹۳۲ دولت را در دست گرفت، مقام خود را از دست داد و بودجه عمومی قطع شد. بازی‌های سال ۱۹۳۲ در مقیاس کوچک‌تر با پس‌زمینه رکود بزرگ و جنگ تجاری انگلیس و ایرلند برگزار شد و پس از آن بازی‌ها دیگر برگزار نشد.
جک فیتزسیمون در سال ۱۹۸۵ در یک بحث عمومی در مجلس بار دیگر در قالب موضوع گردشگری در ایرلند، احیای بازی‌های تایلتئان را پیشنهاد کرد.
در ۱۹۵۳ انجمن دوچرخه‌سواری ملی، برای مخالفت با تور ایرلند، مسابقات مشابهی به نام «تایلتئان رِیس» برگزار کرد و اسپانسرهای متفاوتی جذب کرد.
انجمن دو و میدانی مدارس متوسطه ایرلند مسابقات قهرمانی ملی سالانه را از سال ۱۹۶۳ با نام «بازی‌های جوانان تایلتین» سازماندهی می‌کنند. دو و میدانی ایرلند همچنان از نام "Tailteann Games" برای مسابقات قهرمانی بین استانی سالانه مدارس خود استفاده می‌کند. همچنین به‌طور مستقل بازی‌های تایلتئان یک رویداد بین‌المللی هستند که شامل فعالیت‌های دیگری نیز می‌شوند.
جام تایلتئان توسط انجمن ورزشی گالیک (GAA) در سال ۲۰۲۲ تأسیس شد و نام خود را از بازی‌های باستانی الهام گرفت.انجمن همچنین ورزشگاهی با الهام از این واژه در ناوان، شهرستان میث، بنا کرد.